# Michael Mollenhauer
Michael Mollenhauer (* 27. November 1951 in Osterode am Harz) ist ein Konteradmiral a. D. der Deutschen Marine.

## Militärische Laufbahn
Michael Mollenhauer trat 1971, nach dem Abitur, in die Bundesmarine als Offizieranwärter und Angehöriger der Crew X/71 ein.
Im Anschluss an die dreijährige Ausbildung zum Offizier des Truppendienstes, während der er zum Leutnant zur See befördert wurde, durchlief er eine größtenteils in den USA stattfindende dreijährige Ausbildung zum Strahlflugzeugführeroffizier auf dem Muster Starfighter F-104 G. In diese Zeit fällt auch seine Beförderung zum Oberleutnant zur See. Von 1977 bis 1984 wurde Mollenhauer als Jagdbomberflugzeugführeroffizier (Beförderung zum Kapitänleutnant zum 1. Oktober 1978) beim Marinefliegergeschwader 2 in Tarp verwendet. Anschließend nahm er von Oktober 1984 bis September 1986 an der Führungsakademie der Bundeswehr in Hamburg am 26. Lehrgang General-/Admiralstabsdienst National teil.

### Dienst als Stabsoffizier
Es folgte zum 1. Oktober 1986 die Beförderung zum Korvettenkapitän und nach fast 2000 Flugstunden auf dem Starfighter die Umschulung auf das Luftfahrzeugmuster PA 200 Tornado in Cottesmore, Großbritannien. Von April 1987 bis Juni 1988 wurde Mollenhauer als Einsatzstabsoffizier in der 1. Staffel des Marinefliegergeschwader 2 in Tarp verwendet, bevor er dann bis September 1990 als Staffelkapitän die 1. Staffel des Marinefliegergeschwader 1 in Jagel führte.
Von 1990 bis 1995 folgten zwei Referentenverwendungen im Bundesministerium der Verteidigung in Bonn, zunächst im Führungsstab der Marine zuständig für Operative Planung der Marineflieger und ab April 1992 im Führungsstab der Streitkräfte als Grundsatzreferent für Bundeswehrplanung. In diese Zeit (zum 1. April 1991) fällt auch seine Beförderung zum Fregattenkapitän. Anfang Februar 1995 kehrte Mollenhauer zum Marinefliegergeschwader 2 nach Tarp zurück, wo er zunächst bis September 1997 als S 3 und stellvertretender Kommodore und nachfolgend bis Ende 2001 als Kommodore das Marinefliegergeschwader 2 führte. Während dieser Zeit wurde er zum 1. Januar 2000 zum Kapitän zur See befördert. Mollenhauer beendete seine aktive fliegerische Laufbahn mit knapp 3700 Flugstunden auf Strahlflugzeugen der Bundeswehr zum Jahresende 2001.
Ab Januar 2002 folgten zwei Verwendungen als Referatsleiter im Bundesministerium der Verteidigung im Bereich Bundeswehrplanung/Haushalt, bevor er Anfang April 2004 ins NATO-Hauptquartier zum Deutschen Militärischen Bevollmächtigten bei der NATO, EU und WEU als Dezernatsleiter Plans und Policy und Vertreter Chef des Stabes versetzt wurde.

### Dienst als Admiral
Ab Juli 2005 leitete Mollenhauer für zwei Jahre in Glücksburg die Operationsabteilung des Flottenkommandos. In dieser Zeit wurde er zum 1. Oktober 2006 zum Flottillenadmiral ernannt. Es folgte von Juli 2007 bis August 2009 eine weitere Auslandsverwendung als Deputy Chief of Staff Operations beim Joint Headquarters in Lissabon, Portugal.
Ab 1. September 2009, bei gleichzeitiger Ernennung zum Konteradmiral, war Mollenhauer als Stellvertreter des Befehlshabers der Flotte eingesetzt. Ab dem 30. Juni 2011 nahm er die Dienstgeschäfte des Befehlshabers wahr, da der damalige Befehlshaber, Vizeadmiral Manfred Nielson, das Kommando abgegeben hatte und der Dienstposten im Rahmen der Neuausrichtung der Bundeswehr nicht nachbesetzt wurde.
Am 1. Oktober 2012 trat er seine letzte Verwendung als Abteilungsleiter Einsatz im neu gebildeten Marinekommando in Rostock an. Am 19. Mai 2014 wurde Mollenhauer in den Ruhestand verabschiedet.

## Privates
Mollenhauer ist verheiratet und hat einen erwachsenen Sohn.